# Tajanstveni satovi
Tajanstevni satovi (1963.) je kriminalistički roman Agathe Christie s Poirotom u glavnoj ulozi.

## Radnja
Daktilografkinja Sheila Webb stiže u Wilbraham Crescent br. 19 da prihvati svoj novi posao. Međutim, ono što ona nalazi je tijelo mrtvog čovjeka okruženog s pet satova. Ali, dok je stigla policija, četiri sata su nestala. Na sreću, umirovljeni Hercule Poirot je imao dovoljno slobodnog vremena da se prihvati rješavanja jedne od najzapetljanijih misterija u svojoj karijeri...

## Ekranizacija
Ekraniziran je u dvanaestoj sezoni (2010.–11.) TV serije Poirot s Davidom Suchetom u glavnoj ulozi.

## Poveznice
- Tajanstveni satovi  Arhivirana inačica izvorne stranice od 14. srpnja 2014. (Wayback Machine) na Agatha-Christie.net, najvećoj domaćoj stranici obožavatelja Agathe Christie